# 細川護光
細川 護光（ほそかわ もりみつ、1972年7月4日 - ）は、日本の陶芸家。福森雅武の弟子。東京都出身。父は細川護煕。母は細川佳代子。妻は細川亜衣。近衛文麿は曾祖父。娘と三人で暮らしている。永青文庫理事長。